# Челуга
Челуга је насеље у општини Бар у Црној Гори. Према попису из 2003. било је 1404 становника (према попису из 1991. било је 1.286 становника). Насеље се налази 4 километра од Бара и сматра се његовим предграђем.

## Демографија
У насељу Челуга живи 1016 пунолетних становника, а просечна старост становништва износи 34,6 година (33,3 код мушкараца и 35,9 код жена). У насељу има 381 домаћинство, а просечан број чланова по домаћинству је 3,67.
Становништво у овом насељу веома је хетерогено, а у последња три пописа, примећен је пораст у броју становника.
|  |

| Демографија | Демографија | Демографија |
| Година      | Становника  | Становника  |
| ----------- | ----------- | ----------- |
|             |             |             |
|             |             |             |
|             |             |             |
|             |             |             |
| 1948.       | 272         |             |
| 1953.       | 330         |             |
| 1961.       | 364         |             |
| 1971.       | 631         |             |
| 1981.       | 921         |             |
| 1991.       | 1.286       | 1.164       |
| 2003.       | 1.534       | 1.404       |
|             |             |             |

| Етнички састав према попису из 2003.‍ | Етнички састав према попису из 2003.‍ | Етнички састав према попису из 2003.‍ | Етнички састав према попису из 2003.‍ | Етнички састав према попису из 2003.‍ |
| ------------------------------------ | ------------------------------------ | ------------------------------------ | ------------------------------------ | ------------------------------------ |
|                                      |                                      |                                      |                                      |                                      |
| Црногорци                            | Црногорци                            |                                      | 709                                  | 50,49%                               |
| Срби                                 | Срби                                 |                                      | 194                                  | 13,81%                               |
| Муслимани                            | Муслимани                            |                                      | 188                                  | 13,39%                               |
| Бошњаци                              | Бошњаци                              |                                      | 101                                  | 7,19%                                |
| Албанци                              | Албанци                              |                                      | 86                                   | 6,12%                                |
| Југословени                          | Југословени                          |                                      | 12                                   | 0,85%                                |
| Хрвати                               | Хрвати                               |                                      | 10                                   | 0,71%                                |
| Словенци                             | Словенци                             |                                      | 1                                    | 0,07%                                |
| Македонци                            | Македонци                            |                                      | 1                                    | 0,07%                                |
| непознато                            | непознато                            |                                      | 77                                   | 5,48%                                |

| Година пописа     | 1948. | 1953. | 1961. | 1971. | 1981. | 1991. | 2003. |
| ----------------- | ----- | ----- | ----- | ----- | ----- | ----- | ----- |
| Број домаћинстава | 66    | 74    | 91    | 145   | 241   | 367   | 390   |

| Број чланова      | 1   | 2  | 3  | 4  | 5   | 6  | 7  | 8  | 9 | 10 и више | Просек |
| ----------------- | --- | -- | -- | -- | --- | -- | -- | -- | - | --------- | ------ |
| Број домаћинстава | 381 | 41 | 44 | 87 | 105 | 64 | 24 | 11 | 2 | 1         | 2      |

| Пол    | Укупно | Неожењен/Неудата | Ожењен/Удата | Удовац/Удовица | Разведен/Разведена | Непознато |
| ------ | ------ | ---------------- | ------------ | -------------- | ------------------ | --------- |
| Мушки  | 531    | 176              | 335          | 11             | 7                  | 2         |
| Женски | 546    | 130              | 342          | 62             | 11                 | 1         |
| УКУПНО | 1.077  | 306              | 677          | 73             | 18                 | 3         |

| Пол    | Укупно                    | Пољопривреда, лов и шумарство | Рибарство                            | Вађење руде и камена | Прерађивачка индустрија       |
| ------ | ------------------------- | ----------------------------- | ------------------------------------ | -------------------- | ----------------------------- |
| Мушки  | 261                       | 4                             | 0                                    | 5                    | 28                            |
| Женски | 165                       | 1                             | 0                                    | 1                    | 20                            |
| УКУПНО | 426                       | 5                             | 0                                    | 6                    | 48                            |
| Пол    | Производња и снабдевање   | Грађевинарство                | Трговина                             | Хотели и ресторани   | Саобраћај, складиштење и везе |
| Мушки  | 9                         | 15                            | 41                                   | 15                   | 88                            |
| Женски | 1                         | 2                             | 54                                   | 11                   | 16                            |
| УКУПНО | 10                        | 17                            | 95                                   | 26                   | 104                           |
| Пол    | Финансијско посредовање   | Некретнине                    | Државна управа и одбрана             | Образовање           | Здравствени и социјални рад   |
| Мушки  | 1                         | 5                             | 15                                   | 4                    | 12                            |
| Женски | 3                         | 3                             | 9                                    | 12                   | 24                            |
| УКУПНО | 4                         | 8                             | 24                                   | 16                   | 36                            |
| Пол    | Остале услужне активности | Приватна домаћинства          | Екстериторијалне организације и тела | Непознато            | Непознато                     |
| Мушки  | 15                        | 0                             | 1                                    | 3                    | 3                             |
| Женски | 7                         | 0                             | 1                                    | 0                    | 0                             |
| УКУПНО | 22                        | 0                             | 2                                    | 3                    | 3                             |